# Convocazioni alla Grand Champions Cup maschile 2013
Elenco dei giocatori convocati per la Grand Champions Cup 2013.

## Brasile
| N° | Nome                | Ruolo | Data di nascita   | Squadra        |
| -- | ------------------- | ----- | ----------------- | -------------- |
| -  | Bernardo de Rezende | All   | 25 agosto 1959    | Rio de Janeiro |
| 1  | Bruno de Rezende    | P     | 2 luglio 1986     | RJ             |
| 3  | Éder Carbonera      | C     | 19 ottobre 1983   | Sada           |
| 4  | Wallace de Souza    | S/O   | 26 giugno 1987    | Sada           |
| 5  | Sidnei dos Santos   | C     | 9 luglio 1982     | Sesi           |
| 8  | Ricardo Lucarelli   | S     | 14 febbraio 1992  | Sesi           |
| 9  | Evandro Guerra      | S/O   | 27 dicembre 1981  | Sesi           |
| 11 | Thiago Alves        | S     | 26 luglio 1986    | RJ             |
| 12 | Luiz Fonteles       | S     | 19 giugno 1984    | Fenerbahçe     |
| 13 | Maurício de Souza   | C     | 29 settembre 1988 | RJ             |
| 15 | Lucas Lóh           | S     | 18 gennaio 1991   | Minas          |
| 16 | Lucas Saatkamp      | C     | 6 marzo 1986      | Sesi           |
| 18 | Maurício Silva      | S     | 4 febbraio 1989   | Minas          |
| 19 | Mário Pedreira      | L     | 3 maggio 1982     | RJ             |
| 20 | Raphael de Oliveira | P     | 14 giugno 1979    | Halkbank       |

## Giappone
| N° | Nome                | Ruolo | Data di nascita  | Squadra            |
| -- | ------------------- | ----- | ---------------- | ------------------ |
| -  | Gary Sato           | All   | 2 gennaio 1955   | -                  |
| 3  | Takeshi Nagano      | L     | 11 luglio 1985   | Panasonic Panthers |
| 4  | Shigeru Kondoh      | P     | 23 novembre 1982 | Toray Arrows       |
| 5  | Shun Imamura        | P     | 20 luglio 1987   | Sakai Blazers      |
| 7  | Kunihiro Shimizu    | S/O   | 8 novembre 1986  | Panasonic Panthers |
| 8  | Kazuyoshi Yokota    | C     | 1º maggio 1986   | Sakai Blazers      |
| 9  | Shogo Toimoto       | C     | 25 giugno 1987   | JT Thunders        |
| 11 | Yoshihiko Matsumoto | C     | 7 gennaio 1981   | Sakai Blazers      |
| 12 | Kota Yamamura       | C     | 21 ottobre 1980  | Suntory Sunbirds   |
| 13 | Ken Takahashi       | L     | 22 dicembre 1988 | Suntory Sunbirds   |
| 14 | Tatsuya Fukuzawa    | S     | 1º luglio 1986   | Panasonic Panthers |
| 16 | Yūsuke Ishijima     | S     | 9 gennaio 1984   | Sakai Blazers      |
| 17 | Yū Koshikawa        | S     | 30 giugno 1984   | JT Thunders        |
| 18 | Yūta Yoneyama       | S     | 29 agosto 1984   | Toray Arrows       |
| 19 | Shunsuke Chijiki    | S     | 6 settembre 1989 | Sakai Blazers      |

## Iran
| N° | Nome                 | Ruolo | Data di nascita  | Squadra           |
| -- | -------------------- | ----- | ---------------- | ----------------- |
| -  | Julio Velasco        | All   | 9 febbraio 1952  | -                 |
| 1  | Shahram Mahmoudi     | S/O   | 20 luglio 1988   | Matin Varamin     |
| 4  | Saeid Marouf         | P     | 20 ottobre 1985  | Matin Varamin     |
| 5  | Farhad Ghaemi        | S     | 28 agosto 1989   | Barij Essence     |
| 6  | Mohammad Mousavi     | C     | 22 agosto 1987   | Matin Varamin     |
| 7  | Hamzeh Zarini        | S     | 18 ottobre 1985  | Kalleh Mazandaran |
| 8  | Farhad Zarif         | L     | 3 marzo 1983     | Kalleh Mazandaran |
| 9  | Adel Gholami         | C     | 9 febbraio 1986  | Kalleh Mazandaran |
| 10 | Amir Ghafour         | S/O   | 6 giugno 1991    | Barij Essence     |
| 11 | Rahman Davoudi       | S     | 18 febbraio 1988 | Mizan Khorasan    |
| 12 | Mojtaba Mirzajanpour | S     | 7 febbraio 1991  | Matin Varamin     |
| 13 | Mehdi Mahdavi        | P     | 13 febbraio 1984 | Barij Essence     |
| 15 | Nasser Rahimi        | L     | 27 giugno 1991   | Barij Essence     |
| 16 | Armin Tashakkori     | C     | 8 dicembre 1986  | Barij Essence     |
| 20 | Alireza Mobasheri    | S     | 10 giugno 1988   | Mizan Khorasan    |

## Italia
| N° | Nome               | Ruolo | Data di nascita | Squadra           |
| -- | ------------------ | ----- | --------------- | ----------------- |
| -  | Mauro Berruto      | All   | 8 maggio 1969   | -                 |
| 1  | Thomas Beretta     | C     | 18 aprile 1990  | Modena            |
| 2  | Jiří Kovář         | S     | 10 aprile 1989  | Lube              |
| 4  | Luca Vettori       | S/O   | 16 aprile 1991  | Piacenza          |
| 6  | Ludovico Dolfo     | S     | 16 giugno 1986  | Città di Castello |
| 7  | Salvatore Rossini  | L     | 13 luglio 1986  | Top Volley Latina |
| 9  | Ivan Zaytsev       | S/O   | 2 ottobre 1988  | Lube              |
| 10 | Filippo Lanza      | S     | 3 marzo 1991    | Trentino          |
| 13 | Dragan Travica     | P     | 28 agosto 1986  | Belogor'e         |
| 14 | Matteo Piano       | C     | 24 ottobre 1990 | Città di Castello |
| 15 | Emanuele Birarelli | C     | 8 febbraio 1981 | Trentino          |
| 16 | Michele Baranowicz | P     | 5 agosto 1989   | Lube              |
| 18 | Giulio Sabbi       | S/O   | 10 agosto 1989  | Molfetta          |

## Russia
| N° | Nome               | Ruolo | Data di nascita | Squadra               |
| -- | ------------------ | ----- | --------------- | --------------------- |
| -  | Andrej Voronkov    | All   | 19 maggio 1967  | -                     |
| 2  | Sergej Makarov     | P     | 28 marzo 1980   | Kuzbass               |
| 3  | Nikolaj Apalikov   | C     | 26 agosto 1982  | Zenit-Kazan           |
| 5  | Sergej Grankin     | P     | 21 gennaio 1985 | Dinamo Mosca          |
| 6  | Evgenij Sivoželez  | S     | 6 agosto 1986   | Zenit-Kazan           |
| 7  | Nikolaj Pavlov     | S/O   | 22 maggio 1982  | Gubernija             |
| 9  | Aleksej Spiridonov | S     | 26 giugno 1988  | Fakel                 |
| 10 | Il'ja Žilin        | S     | 10 maggio 1985  | Lokomotiv Novosibirsk |
| 11 | Andrej Aščev       | C     | 10 maggio 1983  | Dinamo Krasnodar      |
| 13 | Dmitrij Muserskij  | C     | 19 ottobre 1988 | Belogor'e             |
| 14 | Artëm Vol'vič      | C     | 22 gennaio 1990 | Lokomotiv Novosibirsk |
| 15 | Dmitrij Il'inych   | S     | 31 agosto 1987  | Belogor'e             |
| 17 | Maksim Michajlov   | S/O   | 19 marzo 1988   | Zenit-Kazan           |
| 18 | Valentin Golubev   | L     | 3 maggio 1992   | Lokomotiv Novosibirsk |
| 20 | Artëm Ermakov      | L     | 16 marzo 1982   | Dinamo Mosca          |

## Stati Uniti
| N° | Nome              | Ruolo | Data di nascita   | Squadra              |
| -- | ----------------- | ----- | ----------------- | -------------------- |
| -  | John Speraw       | All   | -                 | UC Los Angeles       |
| 1  | Matthew Anderson  | S     | 18 aprile 1987    | Zenit-Kazan          |
| 2  | Sean Rooney       | S     | 13 novembre 1982  | Woori Card Hansae    |
| 4  | David Lee         | C     | 8 marzo 1982      | Shanghai             |
| 6  | Paul Lotman       | S     | 3 novembre 1985   | Asseco Resovia       |
| 7  | Kawika Shoji      | P     | 11 novembre 1987  | Charlottenburg       |
| 8  | William Priddy    | S     | 1º ottobre 1977   | Stati Uniti          |
| 9  | Murphy Troy       | O     | 31 maggio 1989    | Saint-Nazaire        |
| 11 | Micah Christenson | P     | 8 maggio 1993     | Southern California  |
| 12 | Va'afuti Tavana   | C     | 25 settembre 1987 | Spacer's Toulouse    |
| 14 | Jeffrey Menzel    | S     | 31 ottobre 1988   | Maaseik              |
| 15 | Carson Clark      | O     | 20 gennaio 1989   | Łuczniczka Bydgoszcz |
| 17 | Maxwell Holt      | C     | 12 marzo 1987     | Dinamo Mosca         |
| 18 | Erik Shoji        | L     | 24 agosto 1989    | Tirol                |
| 20 | David Smith       | C     | 15 maggio 1985    | Tours                |